# 도조촌 (지바현 아와군)
도조촌(東条村)은 지바현 나가사군·아와군에 존재했던 촌이다. 현재의 가모가와시에 해당한다.

## 역사
- 1889년 4월 1일 - 정촌제 시행에 의해 나가사군 도조촌이 성립하였다.
- 1897년 4월 1일 - 나가사군이 폐지되어, 아와군에 편입이후 아와군 도조촌이 되었다.
- 1954년 7월 1일 - 가모가와 정, 다하라 촌, 사이죠 촌과 합병해, 새로운 가모가와 정이 신설되어, 동일 도조촌은 폐지되었다.

## 경제
1888년에 작성된 분합조사 문서에 따르면, 주민들은 대체로 농업으로 생계를 유지하고 있었다고 한다.
1926년의 『아와군지(安房郡誌)』에 따르면, 땅이 비옥하고 농사에 적합하지만, 당시부터 약 30년 전부터 수로 정비와 경지 정리에 착수하여 군내에서도 손꼽히는 농업 개량을 실시했다. 그 결과, 보리, 콩, 자두, 자은영(겐게)의 이모작이 가능하여 쌀의 품질과 수확량에 큰 영향을 미쳐 마을의 농업은 큰 혜택을 누렸다. 쌀의 품질과 수확량에도 큰 영향을 미치는 등 마을의 농업은 큰 혜택을 받았다. 부업으로 양잠이 특히 활발했다.

## 교통

### 철도
- 국철(JR동일본
  - 소토보선

### 도로
- 국도 제128호선

## 관련링크
- 千葉県安房郡東条村 (12B0020029) - 歴史的行政区域データセットβ版